# Улица Левшина (Коломна)
Улица Левшина — улица в исторической части города Коломна Московской области. Улица носит своё название в честь революционера, председателя Коломенского Совета рабочих и солдатских депутатов — Василия Левшина.

## Описание
Улица берет свое начало от пересечения с улицей Зайцева и далее уходит в юго-восточном направлении. Заканчивается улица на пересечении с улицей Льва Толстого и Полянской улицей. По ходу движения с начала улицы ее пересекают улица Яна Грунта, Комсомольская улица, Усманская улица, улица Козлова и улица Льва Толстого. Справа по ходу движения с начала улицы примыкают Малая Рязанская улица, улица Малая Савельича и переулок Левшина.
Нумерация домов начинается со стороны улицы Зайцева.
Улица Левшина на всем своем протяжении является улицей с двусторонним движением, за исключением участка от улицы Яна Грунта до улицы Зайцева, где организовано одностороннее движение.
Почтовый индекс улицы Левшина в городе Коломна Московской области — 140400 и 140415.

## Примечательные здания и сооружения

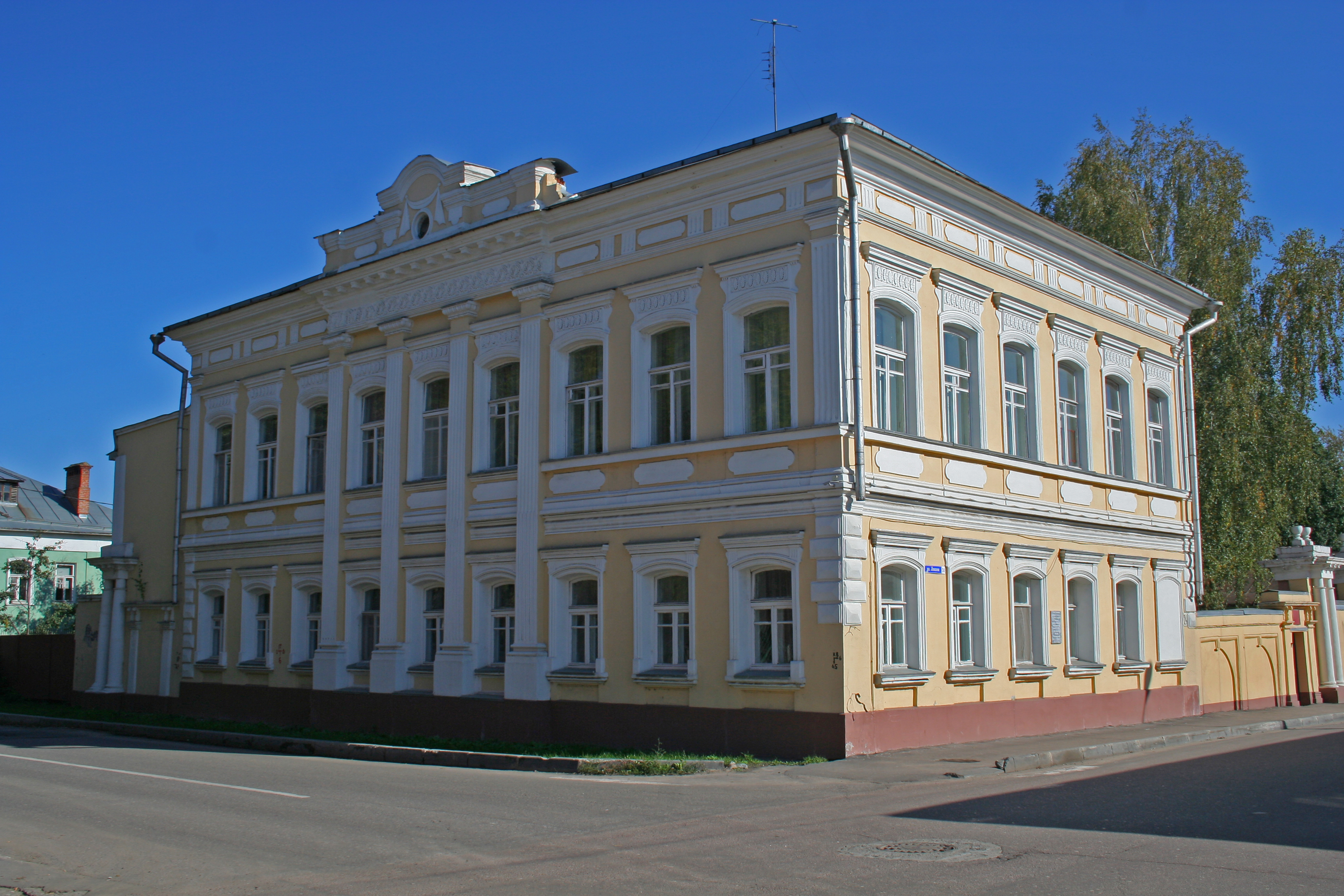
Усадьба Елкина (дом 24)

- Погорелая башня — улица Ларечников, владение 5[2].
- Сквер на пересечении улицы Зайцева, Красногвардейской улицы и улицы Яна Грунта.
- Коломенский завод Текстильмаш — улица Савельича, владение 18. Предприятие проходит реорганизацию и осваивает новые направления деятельности[3].
- Усадьба Гаврюхина — дом 10, 10а.  Состоит из трёх разновременных кирпичных построек, на протяжении ХVIII — начала XX веков, одна изображена на плане города 1778 года.
- Муниципальное бюджетное учреждение Физкультурно-спортивная организация спортивная школа по греко-римской борьбе — улица Левшина, владение 19.
- Кукольный театр «Скоморох» — улица Пушкина, владение 3 А[4].
- Музейная фабрика пастилы — улица Полянская, владение 2[5].
- Памятник погибшим воинам в годы Великой Отечественной войны 1941—1945 годов — во дворе владения 3 Д по улице Уманская.
- Душистыя радости — магазин, музей подарков и сувениров — улица Зайцева, владение 18. Рядом с музеем расположен небольшой сад, где проводятся театрализованные представления и спектакли.

## Транспорт
По улице Левшина осуществляется движение общественного транспорта. Здесь проходят городской автобусный маршрут № 1.